# Teoría egológica del derecho
La teoría egológica del Derecho fue concebida por el jurista argentino Carlos Cossio. Su desarrollo apareció en su libro titulado "La teoría egológica del derecho y el concepto jurídico de libertad", cuya primera edición fue publicada en el año 1944 y, veinte años después, aparece una segunda edición publicada por el sello editorial Abeledo-Perrot, tradicional casa editorial jurídica de Buenos Aires.
Define al Derecho como "conducta en interferencia intersubjetiva", niega la tradicional identidad kelseniana entre derecho y norma y establece como axioma jurídico de la libertad que "Todo lo que no está prohibido está jurídicamente permitido". Finalmente, establece que la norma hipotética fundamental que sostiene a todo ordenamiento jurídico tiene apoyo en el estilo de pensar propio de jurista.

## Desarrollo
La Teoría egológica es un desarrollo fenomenológico del derecho basado en la fenomenología crítica de Edmund Husserl y el existencialismo de Martin Heidegger. Si bien encuentra apoyaturas en el criticismo kantiano, finalmente radica todo su sustento en la fenomenología.
«Egológico» se trata de un vocablo que el autor explica en un trabajo anterior "La Teoría Egológica del Derecho. Su problema y sus problemas", aparecido también bajo el sello Abeledo-Perrot en Buenos Aires en el año 1963. En sus propias palabras: "Parece oportuno un ilustre paralelo a fin de entender nuestro lenguaje: Fenomenología, voz compuesta de fenómeno y logos, quiere decir conocimiento de los fenómenos. Pero Hegel, invirtiendo la prelación de las voces componentes, la utilizó para significar la fenomenalización del logos, siendo este logos en su sistema el espíritu absoluto. Y es sabido que Husserl  ha mantenido la inversión hegeliana de la significación, con la salvedad de que el logos, para él, es el ser de los entes. Por ello, para Husserl, fenomenología significa la fenomenalización del ser de los entes. En forma similar, egología, en la teoría egológica del derecho, está significando la egolización del logos jurídico, es decir, la egolización del ser jurídico (dada la equivalencia fenomenológica entre el logos y el ser). Y como el ego de que allí se habla es el ego trascendental de la acción, el "yo actúo" de toda acción en vez del "yo pienso" de todo juicio, el "yo actúo" de la conducta en vez del "yo pienso" del intelecto, con egología hemos podido significar la fenomenalización como conducta del ser jurídico".
Si bien la teoría egológica tiene diferentes campos de acción en el derecho, el prestigioso jurista y columnólogo Fabián Herrán lo enfoca como una teoría que debe ser complementada con la tesis normativa, ya que no es solo actuar para originar Derecho, debe haber una serie de normas impero-atributivas que guíen por una senda el actuar humano.

## Tesis fundamentales
La síntesis del pensamiento egológico puede expresarse en las siguientes proposiciones:
- a) el derecho es conducta en interferencia intersubjetiva;
- b) el derecho considera todas las acciones humanas;
- c) el derecho se interesa por el acto humano en su unidad;
- d) el derecho supone la posibilidad de actos de fuerza;
- e) la libertad es ineliminable contenido del derecho;
- f) las normas jurídicas conceptualizan la conducta en interferencia intersubjetiva y
- g) las normas jurídicas imputan sanciones y son juicios disyuntivos, diferenciándose de Hans Kelsen que entendía que la norma era un juicio hipotético.-

## Repercusiones
La Teoría egológica ha tenido gran acogida en Buenos Aires tras una célebre polémica entre Hans Kelsen y Carlos Cossio llevada a cabo en la Universidad de Buenos Aires en 1949. Sus seguidores argentinos más salientes fueron Aftalión, Imaz, Nilve, Spini, Landaburu, Schmidt, Arístegui, Genaro Carrió, Ambrosio Lucas Gioja, Vernengo, Carlos Eduardo Alchourrón, Eugenio Buligyn, Cueto Rúa, Herrendorf, Presas, Villanova,  Julio C. Raffo, García Olano, entre otros. 
Fuera de la Argentina se han destacado los egológicos Josef Kunz (vienés radicado en los Estados Unidos), Abel Naranjo Villegas (Bogotá), Luis Legaz y Lacambra (España), Antonio José Brandão (Brasil), Alfonso Ibáñez de Aldecoa (España), Mario García Herreros (Colombia), Jerzy Wróblewski (Polonia), Nikola Viskovic (Yugoslavia), Otto Brusiin (Finlandia), Antonio Hernández Gil (España), Virgilio Giorgiani (Italia), Luís Cabral de Moncada (Portugal), Arévalo Menchaca (Basilea), Domingo García Belaúnde (Perú), Carlos Fernández Sessarego (Perú), Benigno Mantilla Pineda (Colombia), Antonio Pedrals (Chile), Antonio Luis Machado Neto (Brasil), entre otros.
Hay juristas que no son egológicos propiamente, por ejemplo el brasileño Miguel Reale que es un culturalista.

## La polémica con Hans Kelsen
La relevancia de la teoría egológica en el ámbito del Derecho puede advertirse del hecho significativo de que el jurista austríaco Hans Kelsen visitara en el año 1949 la Universidad de Buenos Aires, en Argentina, y mantuviera con Cossio una célebre polémica, la cual fue reproducida en el libro Teoría egológica y teoría pura. En el balance provisional de la visita de Kelsen a la Argentina de 1951, Cossio explicó que la metafísica fisicalista de estática y dinámica le ocultaron al profesor vienés el tránsito pretemático que realizó en ese punto, entre el plano representativo-conceptual y el plano intuitivo-real. Probablemente no trabajó la obra del francés Michel Foucault a propósito de la intuición en el conocimiento, pero se adelantó con esas ideas aplicadas a la Filosofía de la Ciencia del Derecho a las del francés. Esto le permitió incursionar en la actividad del juez y realizar una descripción fenomenológica de la sentencia judicial. Entre los elementos constitutivos de la sentencia, Cossio reconocía tres aspectos:
- Estructura legal: la ley dada a priori;
- Representaciones contingentes: circunstancias del caso no mentadas y
- Vivencia del Juez: Valoración jurídica.

Ya no se trataba de aspectos idealistas-metafísicos (normativismo mecanicista) sino de las personas, de seres humanos reales (el derecho como conducta humana). De esta manera la Lógica normativa se insertó en la vida plenaria sin perder por ello su función significativa. La primera inmanencia del juez en el Derecho, es 'rigurosamente óntica' en cuanto concierne al ser de las cosas descriptas. Por eso dice Cossio que la creación judicial de la sentencia exige del juez un comportamiento con sentido. La creación judicial de la sentencia por parte del juez hace ver con evidencia que éste no es un ente extraño y separado del Derecho. 'El juez -decía Cossio- mira al derecho no como algo concluso y ya hecho, sino como algo que se está haciendo constantemente en su carácter de vida humana viviente' y agregaba: 'la función judicial es una verdadera analítica a priori dentro de la noción de una Lógica del deber ser'. En los últimos años de su vida, durante los años de la dictadura militar (1976-1983), participó junto a Ernesto Giudice en las actividades de difusión de la Reforma Universitaria organizadas por la Fundación Juan B. Justo. La separación de Cossio de sus cátedras no le impidió seguir pensando pero sentía un gran dolor por no poder colaborar a la formación de los estudiantes de derecho. Recibió premios, fue reconocido en el extranjero, se desempeñó como codirector de la Revue Internationale de la Theorie du Droit, logrando formar una enorme pléyade de discípulos.